# Sepp Kuss
Sepp Kuss (* 13. September 1994 in Durango, Colorado) ist ein US-amerikanischer Radrennfahrer. Im Jahr 2023 gewann er die Gesamtwertung der Vuelta a España.

## Sportliche Laufbahn
Nachdem sich Kuss zunächst ausschließlich dem Mountainbikesport gewidmet hatte, konzentrierte er sich mehr und mehr auf den Straßenradsport und entwickelte sich in dieser Disziplin zum Bergspezialisten. Nachdem er im Jahr 2015 für den Club LiVe Well p/b Bountiful Bicycle gefahren war und das Frühjahr der Saison 2016 beim Gateway Harley Davidson-Trek Team absolviert hatte, wechselte er am 25. Mai 2016 im Alter von 21 Jahren zum UCI Continental Team Rally Cycling. Bereits im Juni feierte er auf dem Mont Mégantic im Rahmen der Tour de Beauce seinen ersten Sieg als Profi und belegte als Gesamtsechster den zweiten Rang in der Nachwuchswertung der kanadischen Rundfahrt. In der zweiten Saisonhälfte bestritt er erstmals Rennen in Europa und wurde von der amerikanischen Nationalmannschaft für einen Start bei der Tour de l’Avenir nominiert, die er auf dem 103. Gesamtrang beendete. Im Jahr 2017 zeigte er mit weiteren guten Ergebnissen auf und beendete die Tour of Alberta als Gesamtzweiter hinter seinem Teamkollegen Evan Huffman.
Im Jahr 2018 unterschrieb Sepp Kuss einen Zweijahresvertrag beim niederländischen UCI WorldTeam LottoNL-Jumbo (später Team Visma-Lease a Bike). Nachdem er zu Beginn der Saison keinen nennenswerten Resultate einfahren konnte, gewann er im August die Gesamtwertung der Tour of Utah, die als Etappenrennen der hors categorie, eines der größten amerikanischen Radrennen darstellte. Bereits auf der 2. Etappe übernahm er nach einer Solo-Fahrt von mehr als 50 Kilometern das Gelbe Trikot. Im Anschluss gewann er auch die beiden anspruchsvollen Schlussetappen und sicherte sich so auch die Bergwertung der Rundfahrt. Wenige Wochen später gab er sein Grand-Tour-Debüt bei der Vuelta a España 2018, wobei er als Helfer von Steven Kruijswijk den 65. Gesamtrang belegte.
In der Saison 2019 bestritt Kuss den Giro d’Italia als Helfer von Primož Roglič, ehe er den Slowenen bei dessen Gesamtsieg bei der Vuelta a España 2019 unterstützte. Auf der 15. Etappe der Spanien-Rundfahrt ging er in die Ausreißergruppe und feierte bei der Bergankunft beim Santuario del Acebo seinen ersten Grand Tour-Etappensieg. In den nachfolgenden Jahren entwickelte sich Sepp Kuss zu einem der wichtigsten Helfer in der niederländischen Mannschaft. Nachdem Primož Roglič das Critérium du Dauphiné wegen eines Sturzes aufgeben musste, gewann Kuss die abschließende Etappe am Flugplatz von Megève, wobei er neuerlich aus einer Ausreißergruppe erfolgreich war. Danach bestritt er die Tour de France und die Vuelta a España und belegte jeweils als Helfer den 15. und 16. Gesamtrang. Im Jahr 2021 bestritt Sepp Kuss in Abwesenheit von Primož Roglič vermehrt Rundfahrten als Kapitän, wobei er mit keinen Top 10 Platzierungen aufzeigen konnte. Bei der Tour de France stellte er sich jedoch erneut in die Dienste des Slowenen, der die Rundfahrt jedoch im Vorfeld der 9. Etappe wegen Sturzverletzungen aufgab. Auf der 15. Etappe ging Sepp Kuss in die Fluchtgruppe und gewann in seiner Wahlheimat Andorra seine erste Tour-de-France-Etappe. Dabei setzte sich der mittlerweile 26-jährige US-Amerikaner im 19 Kilometer vor dem Ziel im Anstieg des Col de Beixalis von seinen Fluchtgefährten ab. Im Anschluss verhalf er Primož Roglič zu dessen dritten Gesamtsieg bei der Vuelta a España und fuhr zudem als Achter erstmals in die Top 10 einer Grand Tour. Die Tour de France 2022 bestritt Kuss als Teil der Mannschaft um den Gesamtsieger Jonas Vingegaard, wobei er dem Dänen meist als letzter Helfer in den Bergen beistand und selbst den 17. Gesamtrang belegte. Die Vuelta a España 2022 verließ er krankheitsbedingt im Vorfeld der 8. Etappe.

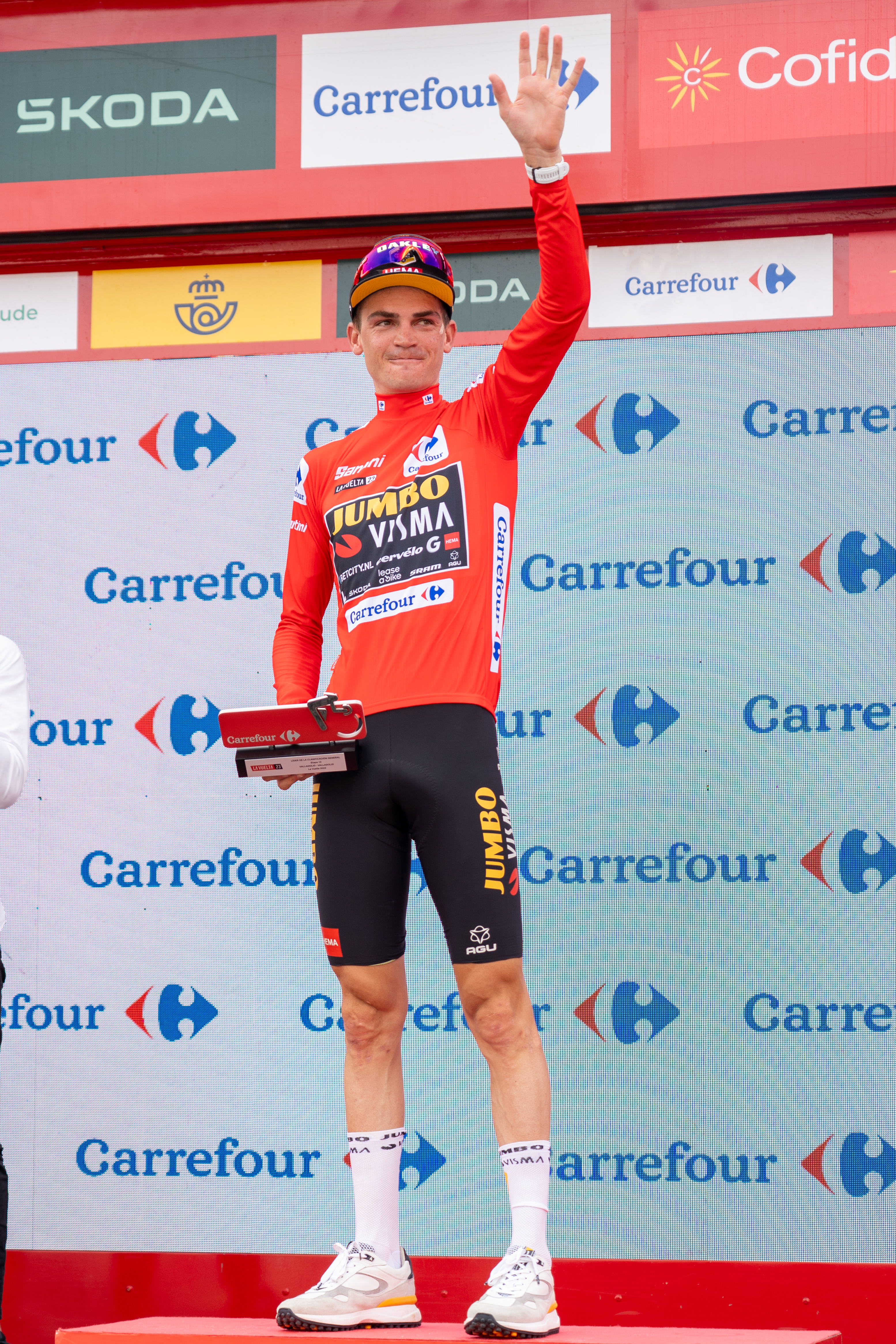
Sepp Kuss im Roten Trikot bei der Vuelta a España 2023

Im Jahr 2023 nahm Sepp Kuss an allen drei Grand Tours teil. Zunächst konnte er als Kapitän den fünften Gesamtrang bei der UAE Tour belegen, ehe er Primož Roglič bei dessen Gesamtsieg bei der Katalonien-Rundfahrt unterstützte. Im Mai unterstützte er den Slowenen bei seinem Sieg beim Giro d’Italia, ehe er Jonas Vingegaard im Juli zu dessen zweiten Tour-de-France-Sieg verhalf. Ende August ging er an der Seite seiner beiden Kapitäne bei der Vuelta a España an den Start und gewann die Bergankunft der 6. Etappe, wobei er sich erneut aus einer Fluchtgruppe durchsetzte. Nur zwei Tage später übernahm er das Rote Trikot, wobei er in der Gesamtwertung bereits mehr als zwei Minuten vor Primož Roglič und Jonas Vingegaard lag. Auf der 13. Etappe, die mit einer Bergankunft auf dem Col du Tourmalet zu Ende ging, verteidigte er als Zweiter seine Gesamtführung, büßte jedoch wertvolle Zeit auf Jonas Vingegaard ein, der die Etappe gewann. Zugleich belegte das Jumbo-Visma-Trio nun die ersten drei Plätze der Gesamtwertung. Auf den nachfolgenden Etappen verlor er weitere Sekunden auf seine beiden Teamkollegen, wobei er den Vorsprung gegenüber den anderen Gesamtklassement-Fahrern weiter ausbauen konnte. Auf der 17. Etappe, die mit einer Bergankunft auf der Alto de Angliru endete, setzte sich das Jumbo-Visma-Trio von den restlichen Fahrern ab, ehe Primož Roglič das Tempo forcierte und Sepp Kuss distanzierte. Jonas Vingegaard folgte seinem Mannschaftskollegen, während der Gesamtführende Sepp Kuss zurückfiel und das Rote Trikot mit einem Vorsprung von nur noch acht Sekunden verteidigen konnte. Die Fahrweise der drei Kapitäne sorgte innerhalb des Teams für Spannungen, sodass es nach der Etappe zu einer Aussprache kam. Auf der 18. Etappe fuhr die Mannschaft geschlossen für Sepp Kuss, der wenige Tage später seinen Gesamtsieg vor Jonas Vingegaard und Primož Roglič fixierte.
Nachdem Primož Roglič die Mannschaft mit Ende 2023 verlassen hatte, stieg Sepp Kuss in der Saison 2024 neben Jonas Vingegaard zum Co-Leader auf. Zu Beginn der Saison blieb er jedoch hinter den Erwartungen zurück und konnte einzig die Bergwertung der Baskenland-Rundfahrt gewinnen. Vier Tage vor dem Start der Tour de France musste Sepp Kuss seinen Start bei der Tour de France aufgrund einer COVID-19-Erkrankung absagen. In Vorbereitung auf die Vuelta a España, die er als Kapitän bestreiten sollte, gewann er eine Etappe und die Gesamtwertung der Burgos-Rundfahrt. Bei der Spanien-Rundfahrt konnte Sepp Kuss nicht an seine Leistungen aus dem Vorjahr anschließen und belegte nur der 14. Gesamtrang.
Im Jahr 2025 kehrte Sepp Kuss in seine gewohnte Rolle als Edelhelfer zurück, wobei er im Frühjahr ohne nennenswerte Ergebnisse blieb. In den Diensten von Jonas Vingegaard bestritt er das Critérium du Dauphiné und die Tour de France, wo sich sein Kapitän beide Male dem Slowenen Tadej Pogačar geschlagen geben musste.

## Privates
Sepp Kuss lebt und trainiert in Andorra. Er ist verheiratet mit der ehemaligen spanischen Radsportlerin Noemi Ferré.

## Erfolge
2016
- eine Etappe Redlands Bicycle Classic
- eine Etappe Tour de Beauce

2018
- Gesamtwertung,  Bergwertung und drei Etappen Tour of Utah

2019
- eine Etappe Vuelta a España

2020
- eine Etappe Critérium du Dauphiné

2021
- eine Etappe Tour de France

2023
- Gesamtwertung und eine Etappe Vuelta a España

2024
- Bergwertung Baskenland-Rundfahrt
- Gesamtwertung und eine Etappe Burgos-Rundfahrt

## Grand Tour-Platzierungen
| Grand Tour            | 2018 | 2019 | 2020 | 2021 | 2022 | 2023 | 2024 | 2025 |
| --------------------- | ---- | ---- | ---- | ---- | ---- | ---- | ---- | ---- |
| Giro d’ItaliaGiro     | –    | 56   | –    | –    | –    | 14   | –    | –    |
| Tour de FranceTour    | –    | –    | 15   | 32   | 17   | 12   | –    | 17   |
| Vuelta a EspañaVuelta | 65   | 29   | 16   | 8    | DNF  | 1    | 14   |      |